# Renault Type DP

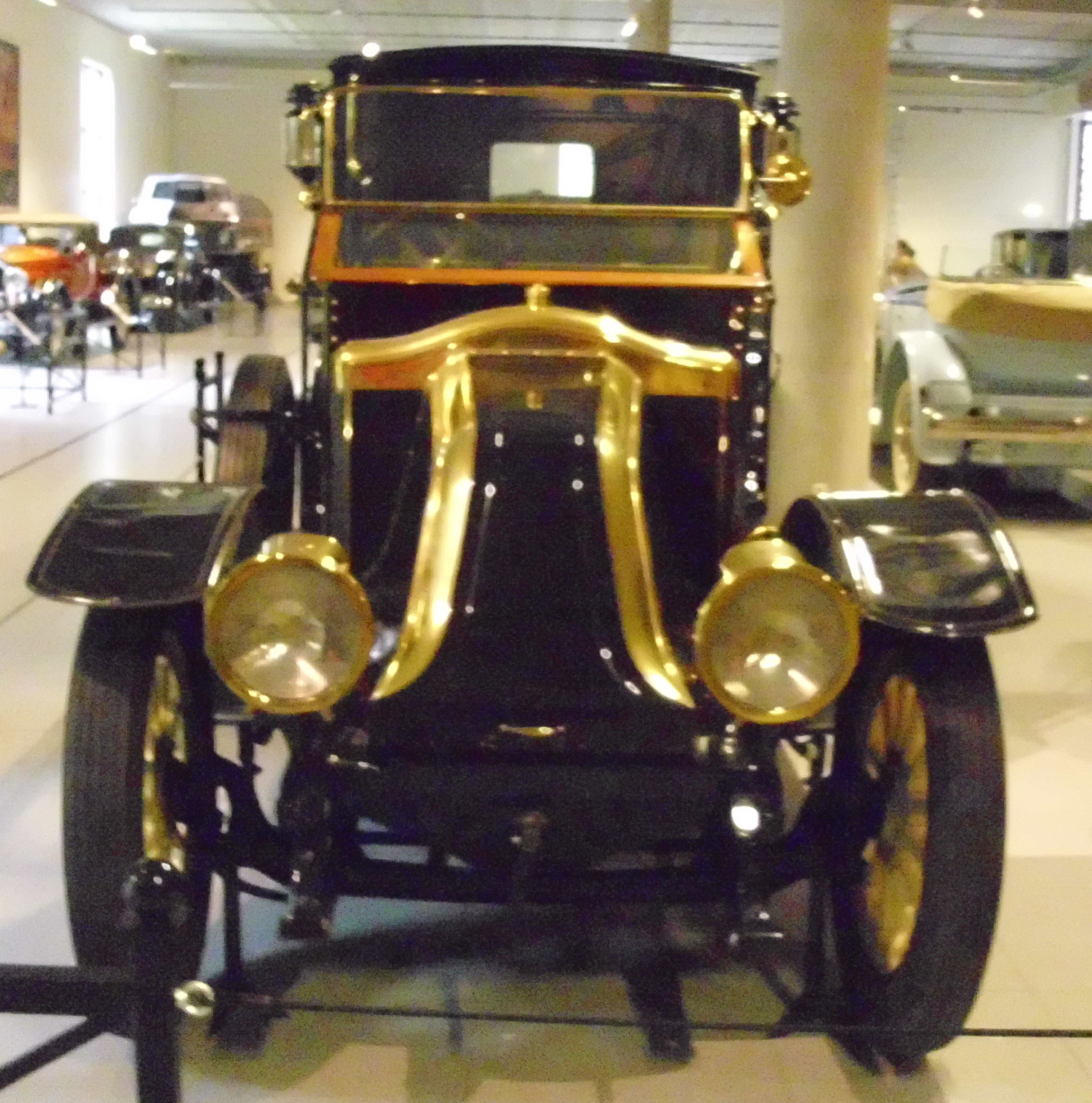
Frontansicht

Der Renault Type DP war ein frühes Personenkraftwagenmodell von Renault. Er wurde auch 22 CV genannt.

## Beschreibung
Die nationale Zulassungsbehörde erteilte am 20. Januar 1913 seine Zulassung. Vorgänger war der Renault Type CE. 1914 endete die Produktion ohne Nachfolger.
Ein wassergekühlter Vierzylindermotor mit 100 mm Bohrung und 160 mm Hub leistete aus 5026 cm³ Hubraum 24 PS. Die Motorleistung wurde über eine Kardanwelle an die Hinterachse geleitet. Die Höchstgeschwindigkeit war je nach Übersetzung mit 55 km/h bis 82 km/h angegeben.
Bei einem Radstand von 362,7 cm und einer Spurweite von 145 cm war das Fahrzeug 491,5 cm lang und 176 cm breit. Der Wendekreis war mit 13 bis 14 Metern angegeben. Das Fahrgestell wog 1150 kg, das Komplettfahrzeug 2000 kg. Zur Wahl standen Torpedo, Limousine und Roadster.
Das Fahrgestell kostete 1913 14.200 Franc mit normalen Reifen und 14.600 Franc mit abnehmbaren Reifen. 1914 fiel der Preis auf 14.000 Franc.